# Михайловка (Дияшевский сельсовет)
Миха́йловка (баш. Михайловка) — село в Бакалинском районе Республики Башкортостан Российской Федерации. Входит в состав Дияшевского сельсовета.

## География

### Географическое положение
Расстояние до:
- районного центра (Бакалы): 19 км,
- центра сельсовета (Дияшево): 5 км,
- ближайшей ж/д. станции (Туймазы): 65 км.

## Население
| 2002 | 2009 | 2010 |
| ---- | ---- | ---- |
| 208  | ↘190 | ↘162 |

Национальный состав
Согласно переписи 2002 года, преобладающие национальности — русские (37 %), башкиры (34 %).